# Черанова
Черанова (італ. Ceranova) — муніципалітет в Італії, у регіоні Ломбардія,  провінція Павія.
Черанова розташована на відстані близько 460 км на північний захід від Рима, 23 км на південь від Мілана, 12 км на північний схід від Павії.
Населення — 2081 особа (2014).

## Демографія
Населення за роками:

Станом на 1 січня 2023 року в муніципалітеті офіційно проживало 227 іноземців з 32 країн, серед них 121 громадянин країн Євросоюзу та 6 громадян України.

## Сусідні муніципалітети
- Борнаско
- Лардіраго
- Марцано
- Відігульфо